# Teatro Tokio Takarazuka

|

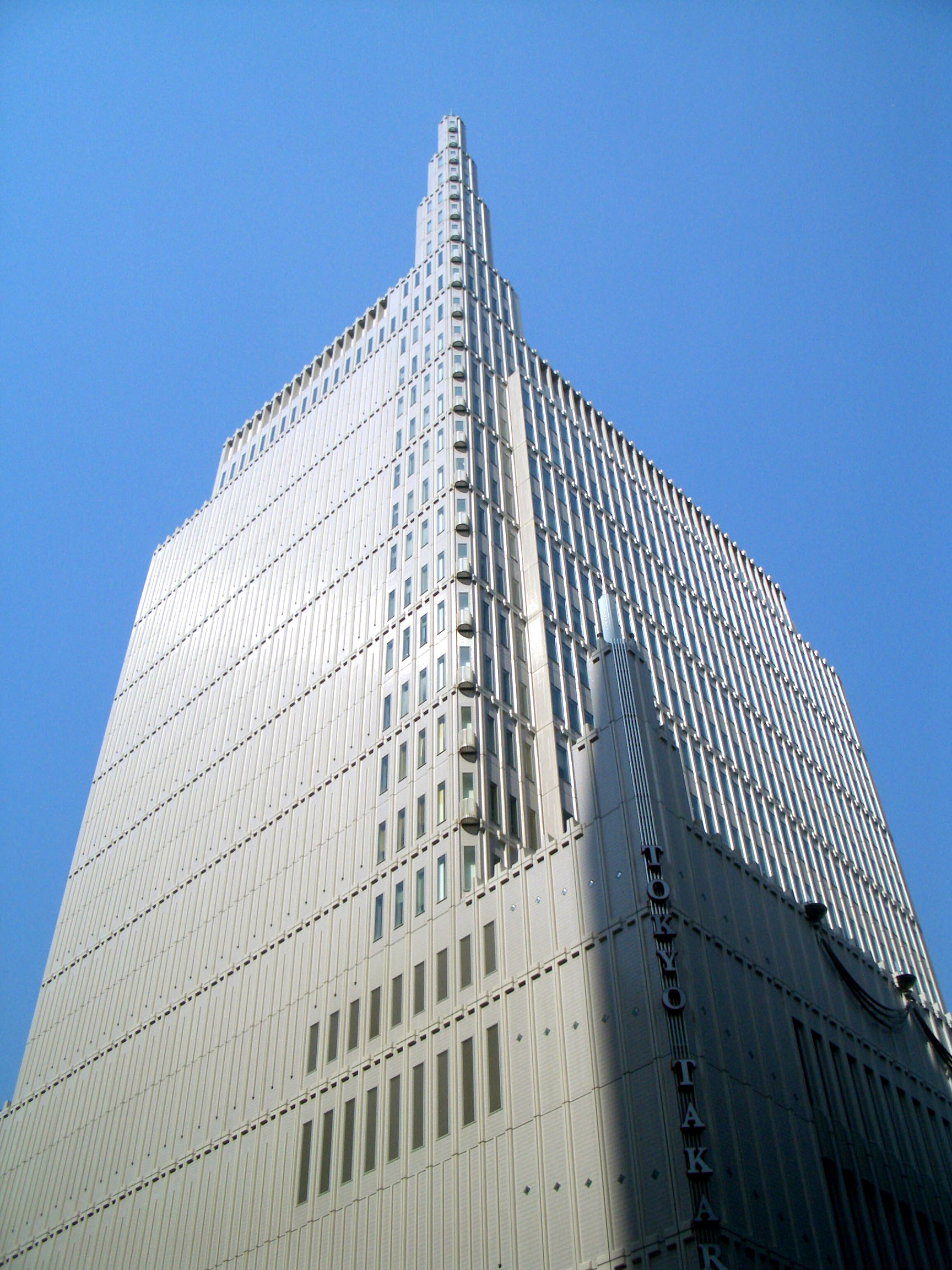
Vista en escorzo del teatro

El Teatro Tokio Takarazuka (en japonés: 東京宝塚劇場 Tōkyō Takarazuka Gekijō) es otra de las sedes para las Artes Creativas de Takarazuka en Tokio, Japón. Sirvió como la segunda sede para realizar el ciclo de teatro de la Revue. El teatro original se construyó en 1934 y fue demolido en 1998. El teatro actual fue construido en 2001. Dispone de 1.229 plazas en el primer nivel y 840 en el segundo.